# Оганесян Степан Іванович
Степан Іванович Оганесян (рос. Степа́н Ива́нович Оганеся́н, нар. 28 вересня 2001, Міждуріченськ, Росія) — російський футболіст, вінгер клубу «Спартак» (Москва) та молодіжної збірної Росії.
На правах оренди грає у клубі «Оренбург».

## Ігрова кар'єра

### Клубна
Степан Оганесян починав займатися футболом у своєму рідному місті Міждуріченськ у місцевій СДЮШОР. У 2012 році він перейшов до школи олімпійського резерва «Мастер-Сатурн» у Московській області. Починаючи з зими 2019 року футболіст є вихованцем академії московського «Спартак».
З 2019 року футболіст почав виступати за молодіжний склад «Спартака» у молодіжній першості країни. З наступного року молодого вінгера поступово почали залучати до матчів «Спартак-2» у турнірі ФНЛ.
17 жовтня 2020 року Степан Оганесян дебютував у першій команді «Спартака», вийшовши на заміну в кінці матчу проти «Хімок». Та не маючи змоги мати постійну ігрову практику, влітку 2022 року Оганесян відправився в оренду у клуб РПЛ «Оренбург». Вже 16 липня він зіграв перший матч у складі «Оренбурга».

### Збірна
З січня 2018 року Степан Оганесян виступав за юнацькі збірні Росії. У червні 2021 року він зіграв свою першу гру у складі молодіжної збірної Росії.